# Discografia di John Cale

## Album studio
| Anno | Album                                                              |
| ---- | ------------------------------------------------------------------ |
| 1970 | Vintage Violence - Etichetta: Columbia Records                     |
| 1971 | Church of Anthrax (collaborazione con terry riley)                 |
| 1972 | The Academy in Peril - Etichetta: Reprise Records                  |
| 1973 | Paris 1919 - Etichetta: Reprise Records                            |
| 1974 | Fear - Etichetta: Island Records                                   |
| 1975 | Slow Dazzle - Etichetta: Island Records                            |
| 1975 | Helen of Troy - Etichetta: Island Records                          |
| 1981 | Honi Soit - Etichetta: A&M Records                                 |
| 1982 | Music for a New Society - Etichetta: ZE Records                    |
| 1984 | Caribbean Sunset - Etichetta: ZE Records                           |
| 1985 | Artificial Intelligence - Etichetta: Beggars Banquet Records       |
| 1989 | Words for the Dying - Etichetta: Opal Records/Warner Bros. Records |
| 1990 | Wrong Way Up (collaborazione con brian eno)                        |
| 1996 | Walking on Locusts - Etichetta: Hannibal Records                   |
| 2003 | HoboSapiens - Etichetta: EMI Records                               |
| 2005 | blackAcetate - Etichetta: EMI Records                              |
| 2012 | Shifty Adventures in Nookie Wood - Etichetta: Double Six Records   |

## Live
| Anno | Album                                                     |
| ---- | --------------------------------------------------------- |
| 1979 | Sabotage/Live - Etichetta: I.R.S. Records                 |
| 1984 | John Cale Comes Alive - Etichetta: Ze Records             |
| 1987 | Even Cowgirls Get the Blues - Etichetta: ROIR             |
| 1992 | Fragments of a Rainy Season - Etichetta: Hannibal Records |
| 2007 | Circus Live - Etichetta: EMI Records                      |
| 2010 | Live at Rockpalast - Etichetta: MIG                       |

## EP
| Anno | Album                                                     |
| ---- | --------------------------------------------------------- |
| 1977 | Animal Justice - Etichetta: Illegal Records               |
| 2003 | 5 Tracks - Etichetta: EMI Records                         |
| 2011 | Extra Playful - Etichetta: Double Six Records             |
| 2012 | Extra Playful Transitions - Etichetta: Double Six Records |

## Raccolte
| Anno | Album                                                                                    |
| ---- | ---------------------------------------------------------------------------------------- |
| 1977 | Guts - Etichetta: Island Records                                                         |
| 1994 | Seducing Down the Door - Etichetta: Rhino Records                                        |
| 1996 | The Island Years - Etichetta: Island Records                                             |
| 1999 | Close Watch: An Introduction to John Cale - Etichetta: Island Records                    |
| 2000 | Day of Niagara - Etichetta: Table of the Elements                                        |
| 2001 | Sun Blindness Music - Etichetta: Table of the Elements                                   |
| 2002 | Dream Interpretation - Etichetta: Table of the Elements                                  |
| 2002 | Stainless Gamelan - Etichetta: Table of the Elements                                     |
| 2004 | New York in the 1960s - Etichetta: Table of the Elements                                 |
| 2012 | Conflict & Catalysis: Productions & Arrangements 1966-2006 - Etichetta: Big Beat Records |

## Singoli
| Anno | Singoli                                                                                     | Album                                         | Format  | Etichetta               |
| ---- | ------------------------------------------------------------------------------------------- | --------------------------------------------- | ------- | ----------------------- |
| 1970 | „Cleo“ / „Fairweather Friend“                                                               | Vintage Violence                              | 7"      | Columbia Records        |
| 1970 | „Big White Cloud“ / „Gideon's Bible“                                                        | Vintage Violence                              | 7"      | Columbia Records        |
| 1972 | „Days of Steam“ / „Legs Larry at the Television Centre“                                     | The Academy in Peril                          | 7"      | Reprise Records         |
| 1974 | „The Man Who Couldn't Afford to Orgy“ / „Sylvia Said“                                       | Fear                                          | 7"      | Island Records          |
| 1980 | „Mercenaries (Ready for War)“ / „Rosegarden Funeral of Sores“                               |                                               | 7"      | SPY Records             |
| 1981 | „Dead or Alive“ / „Honi Soit“                                                               | Honi Soit                                     | 7"      | A&M Records             |
| 1982 | „Close Watch“ / „Close Watch“                                                               | Music for a New Society                       | 7"      | ZE Records              |
| 1982 | „Close Watch“ / „Changes Made“                                                              | Music for a New Society                       | 7"      | ZE Records              |
| 1984 | „Villa Albani“                                                                              | Caribbean Sunset                              | 12"     | ZE Records              |
| 1984 | „Ooh La La“ / „Magazines“                                                                   | Caribbean Sunset                              | 7"      | ZE Records              |
| 1985 | „Dying on the Vine“ / „Everytime the Dogs Bark“                                             | Artificial Intelligence                       | 7", 12" | Beggars Banquet Records |
| 1985 | „Satellite Walk“                                                                            | Artificial Intelligence                       | 12"     | Beggars Banquet Records |
| 1990 | „Nobody But You“ / „Style It Takes“ / „A Dream“                                             | Songs for Drella                              | 7", 12" | Sire Records            |
| 1990 | „One Word“ / „Grandfather's House“ / „Palanquin“                                            | Wrong Way Up                                  | 12", CD | Land Records            |
| 1991 | „Hallelujah“                                                                                | I'm Your Fan                                  | 7", CD  | Columbia Records        |
| 1991 | „Paris s'eveille“                                                                           | Paris s'eveille - suivi d'autres compositions | CD      | Delabel                 |
| 1995 | „The Long Voyage“                                                                           | Chansons des mers froides                     | CD      | Columbia Records        |
| 2003 | „Cale vs The Bees vs Doctor Rockit“                                                         | 5 Tracks                                      | 12"     | EMI Records             |
| 2003 | „Bicycle“                                                                                   | HoboSapiens                                   | 12"     | EMI Records             |
| 2003 | „Things“                                                                                    | HoboSapiens                                   | CD      | EMI Records             |
| 2005 | „Turn the Lights On“                                                                        | blackAcetate                                  |         | EMI Records             |
| 2005 | „Perfect“                                                                                   | blackAcetate                                  | CD      | EMI Records             |
| 2006 | „Outta the Bag“                                                                             | blackAcetate                                  |         | EMI Records             |
| 2006 | „Jumbo (In Tha Modern World)“                                                               |                                               |         | EMI Records             |
| 2007 | „Big White Cloud“                                                                           |                                               |         | EMI Records             |
| 2007 | „All My Friends“                                                                            |                                               | 7"      | DFA Records             |
| 2011 | „Whaddya Mean by That“                                                                      | Extra Playful                                 |         | Double Six Records      |
| 2012 | „I Wanna Talk 2 U“                                                                          | Shifty Adventures in Nookie Wood              |         | Double Six Records      |
| 2012 | „Face to the Sky“ / „Living with You“ (Organic Mix)                                         | Shifty Adventures in Nookie Wood              | 7"      | Double Six Records      |
| 2013 | „Living with You“ / „Living with You“ (Organic Mix) / „Living with You“ (Laurel Halo remix) | Shifty Adventures in Nookie Wood              |         | Double Six Records      |
| 2013 | „All Summer Long“ / „Sandman (Flying Dutchman)“                                             |                                               |         | Double Six Records      |

## Apparizioni
| Anno | Artista                          | Album | Dettagli |
| ---- | -------------------------------- | --- | --- |
| 1967 | Nico                             | Chelsea Girl - Etichetta: Verve Records                                                                            | viola, organo, chitarra                                                                                                  |
| 1969 | Nico                             | The Marble Index - Etichetta: Elektra Records                                                                      | viola, pianoforte, basso, chitarra, glockenspiel, fisarmonica, campane, arrangiamento                                    |
| 1969 | The Stooges                      | The Stooges - Etichetta: Elektra Records                                                                           | produzione, viola |
| 1969 | Earth Opera                      | The Great American Eagle Tragedy - Etichetta: Elektra Records                                                      | chitarra, voce |
| 1970 | Glass Harp                       | Glass Harp - Etichetta: Decca Records                                                                              | viola |
| 1970 | Chelsea                          | Chelsea - Etichetta: Decca Records                                                                                 | viola |
| 1970 | Nick Drake                       | Bryter Layter - Etichetta: Island Records                                                                          | viola, pianoforte, clavicembalo, celesta, organo                                                                         |
| 1970 | Nico                             | Desertshore - Etichetta: Reprise Records                                                                           | produzione, viola, pianoforte, basso, campane, voce, arrangiamento                                                       |
| 1971 | Mike Heron                       | Smiling Men with Bad Reputations - Etichetta: Elektra Records                                                      | chitarra, basso, voce |
| 1971 | Tax Free                         | Tax Free - Etichetta: Polydor Records                                                                              | viola |
| 1972 | Jennifer Warnes                  | Jennifer - Etichetta: Reprise Records                                                                              | produzione |
| 1973 | Chunky, Novi & Ernie             | Chunky, Novi & Ernie - Etichetta: Warner Bros. Records                                                             | produzione, arrangiamento                                                                                                |
| 1974 | Nico                             | The End... - Etichetta: Island Records                                                                             | basso, xilofono, chitarra, sintetizzatore, pianoforte, organo, marimba, triangolo, glockenspiel, percussioni, produzione |
| 1975 | Geoff Muldaur                    | Is Having a Wonderful Time - Etichetta: Reprise Records                                                            | viola |
| 1975 | Brian Eno                        | Another Green World - Etichetta: Island Records                                                                    | viola |
| 1975 | Patti Smith Group                | Horses - Etichetta: Arista Records                                                                                 | produzione |
| 1976 | The Modern Lovers                | The Modern Lovers - Etichetta: Beserkley Records                                                                   | produzione |
| 1977 | Kate & Anna McGarrigle           | Dancer with Bruised Knees - Etichetta: Warner Bros. Records                                                        | organy, marimba |
| 1977 | Menace                           | I Need Nothing/Electrocutioner (SP) - Etichetta: Illegal Records                                                   | produzione |
| 1977 | Sham 69                          | I Don't Wanna (SP) - Etichetta: Step Forward Records                                                               | produzione |
| 1977 | Squeeze                          | Packet of Three (EP) - Etichetta: Deptford Fun City Records                                                        | produzione |
| 1978 | Squeeze                          | Squeeze (U.K. Squeeze) - Etichetta: A&M Records                                                                    | produzione |
| 1978 | Cristina                         | Disco Clone (SP) - Etichetta: ZE Records                                                                           | produzione |
| 1978 | Marie et les Garçons             | Attitudes/Re-Bop (singl) - Etichetta: Spy Records                                                                  | produzione, marimba |
| 1978 | Brian Eno                        | Music for Films - Etichetta: E.G. Records                                                                          | viola |
| 1978 | Julie Covington                  | Julie Covington - Etichetta: Virgin Records                                                                        | pianoforte, clavinet |
| 1978 | David Kubinec                    | Some Things Never Change - Etichetta: A&M Records                                                                  | produzione, tastiera |
| 1978 | Harry Toledo & The Rockets       | Busted Chevrolet (EP) - Etichetta: Spy Records                                                                     | produzione |
| 1979 | Ian Hunter                       | You're Never Alone with a Schizophrenic - Etichetta: Chrysalis Records                                             | pianoforte, tastiera, arpa                                                                                               |
| 1979 | Model Citizens                   | Shift the Blame (EP) - Etichetta: Spy Records                                                                      | produzione |
| 1979 | The Necessaries                  | You Can Borrow My Car / Runaway Child (SP) - Etichetta: Spy Records                                                | produzione |
| 1980 | Snatch                           | Shopping for Clothes (EP) - Etichetta: Fetish Records                                                              | produzione |
| 1980 | Modern Guy                       | Une nouvelle vie - Etichetta: Celluloid Records                                                                    | produzione, clavicembalo, organo, percussioni                                                                            |
| 1983 | Made for TV                      | So Afraid of the Russians/Unknown Soldier - Etichetta: Conflict Records                                            | produzione, chitarra, sintetizzatori                                                                                     |
| 1985 | Nico                             | Camera Obscura - Etichetta: Beggars Banquet Records                                                                | produzione, canto |
| 1986 | Lio                              | Pop Model - Etichetta: Polydor Records                                                                             | produzione, tastiera |
| 1987 | Element of Crime                 | Try to be Mensch - Etichetta: Polydor Records                                                                      | produzione, tastiera |
| 1987 | Happy Mondays                    | Squirrel and G-Man Twenty Four Hour Party People Plastic Face Carnt Smile (White Out) - Etichetta: Factory Records | produzione |
| 1988 | Art Bergmann                     | Crawl with Me - Etichetta: Duke Street Records                                                                     | produzione |
| 1989 | Big Vern                         | Lullabies for Lager Louts - Etichetta: Duke Street Records                                                         | produzione, tastiera |
| 1990 | William S. Burroughs             | Dead City Radio - Etichetta: Island Records                                                                        | musica |
| 1990 | The Replacements                 | All Shook Down - Etichetta: Sire Records                                                                           | viola |
| 1991 | Maureen Tucker                   | I Spent a Week There the Other Night - Etichetta: New Rose Records                                                 | viola, sintetizzatore |
| 1991 | Sister Double Happiness          | Heart and Mind | „Radar Blips“ |
| 1991 | Louise Féron                     | Souvenirs de L'Avenir (EP) - Etichetta: Virgin Records                                                             | produzione, pianoforte                                                                                                   |
| 1991 | Louise Féron                     | Louise Féron - Etichetta: Virgin Records                                                                           | produzione, pianoforte                                                                                                   |
| 1991 | Les Nouvelles Polyphonies Corses | Les Nouvelles Polyphonies Corses - Etichetta: Phonogram Records                                                    | pianoforte |
| 1992 | Los Ronaldos                     | Sabor Salado - Etichetta: EMI Records                                                                              | produzione |
| 1992 | Hector Zazou                     | Sahara Blue - Etichetta: Made to Measure / Crammed Discs                                                           | canto |
| 1994 | Vince Bell                       | Phoenix - Etichetta: Sire Records                                                                                  | pianoforte |
| 1994 | Yohji Yamamoto                   | Your Pain Shall Be a Music                                                                                         | canto |
| 1994 | Hector Zazou                     | Chansons des mers froides - Etichetta: Columbia Records                                                            | canto |
| 1995 | Siouxsie and the Banshees        | The Rapture - Etichetta: Polydor Records                                                                           | produzione |
| 1995 | Ivan Kral                        | Nostalgia - Etichetta: BMG Ariola                                                                                  | pianoforte |
| 1996 | Marc Almond                      | Fantastic Star - Etichetta: Mercury Records, Some Bizzare Records                                                  | pianoforte |
| 1996 | Goya Dress                       | Rooms - Etichetta: Nude Records                                                                                    | produzione, pianoforte, miscelazione                                                                                     |
| 1996 | Patti Smith                      | Gone Again - Etichetta: Arista Records                                                                             | organo |
| 1996 | Les Nouvelles Polyphonies Corses | In Paradisu - Etichetta: Mercury Records                                                                           | produzione |
| 1996 | The Maids of Gravity             | The First Second - Etichetta: Vernon Yard Recordings                                                               | produzione |
| 1997 | Garageland                       | Feel Alright - Etichetta: Flying Nun Records                                                                       | produzione, pianoforte                                                                                                   |
| 1998 | The Jesus Lizard                 | The Jesus Lizard - Etichetta: Jetset Records                                                                       | produzione |
| 1998 | Alan Stivell                     | 1 Douar - Etichetta: Disques Dreyfus                                                                               | basso, mescolando |
| 1998 | Smilin' Jack Smith               | Les Evening Gowns Damnées (1962−1964) - Etichetta: Table of the Elements                                           | sarinda |
| 1999 | Smilin' Jack Smith               | Silent Shadows on Cinemaroc Island - Etichetta: Table of the Elements                                              | |
| 1999 | Ventilator                       | Desert Station Frequency                                                                                           | produzione |
| 2000 | Mediæval Bæbes                   | Undrentide - Etichetta: BMG Classics                                                                               | produzione |
| 2001 | Super Furry Animals              | Rings Around the World - Etichetta: Epic Records                                                                   | pianoforte |
| 2001 | Jools Holland                    | Small World Big Band - Etichetta: WEA                                                                              | canto |
| 2002 | Gordon Gano                      | Hitting the Ground - Etichetta: Instinct Records                                                                   | pianoforte, canto |
| 2002 | Trash Palace                     | Positions - Etichetta: Discograph                                                                                  | canto |
| 2003 | Angus MacLise                    | The Cloud Doctrine - Etichetta: Sub Rosa                                                                           | viola, chitarra, tastiera                                                                                                |
| 2006 | Alejandro Escovedo               | The Boxing Mirror - Etichetta: Back Porch Records                                                                  | produzione |
| 2008 | The Shortwave Set                | Replica Sun Machine - Etichetta: Wall of Sound                                                                     | viola, sintetizzatori |
| 2010 | Manic Street Preachers           | Postcards from a Young Man - Etichetta: Columbia Records                                                           | tastiera, noise |